# Hidalgo County (Texas)
Hidalgo County je okres ve státě Texas v USA. K roku 2010 zde žilo 774 769 obyvatel. Správním městem okresu je Edinburg, největším pak McAllen. Celková rozloha okresu činí 4 100 km².